# 青木奈緒
青木 奈緒（あおき なお、1963年4月14日 - ）は日本のエッセイスト、作家、翻訳家。
随筆家青木玉の娘、幸田文の孫、幸田露伴の曾孫。

## 来歴
東京都生まれ、学習院大学文学部ドイツ文学科卒業、同大学院修士課程修了、オーストリア政府奨学金を得てウィーンに留学。1989年より翻訳・通訳などの仕事をしながらドイツに滞在。
1998年に帰国して『ハリネズミの道』でエッセイストとしてデビューし、幸田家四代の文筆家として話題になった。
その後、『縁つながりのアテの話』が2002年の日本エッセイスト・クラブのベストエッセイに選ばれるなど、作家、エッセイストとして活躍している。
最近は婦人雑誌の連載や講演会に着物で登場することも多い。
NHKの中央番組審議会委員(2005年 - 2009年）。2006年に結婚、文京区小石川在住。
「文藝春秋SPECIAL」夏号に掲載されたエッセイ『身についた音』が再び'09年版ベスト・エッセイ集に選ばれた。
また、2009年1月から「婦人の友」で小説『風はこぶ』の連載を始め、新境地に挑戦した。
「風はこぶ」では背景に2004年の新潟県中越地震（山古志村）が描かれており、その連載が完結する「婦人の友」4月号の発売日当日に東日本大震災が発生した。このことを評論家の立花隆が「文芸春秋」6月号の巻頭言で紹介し、以来単行本としての発刊が待望されたが、青木奈緒は暫く出版をためらい、ようやく2012年11月に長編小説として講談社から出版された。
日本航空の機内誌やNHK「週刊ブックレビュー」（2012年3月放送終了）などで不定期に書評を担当、2012年4月から信濃毎日新聞の書評委員を務める。
2011年から2015年まで5年間、家庭画報で「家族の肖像」シリーズを連載。
2011年よりNHK放送用語委員会委員。

## 著書
- 『ハリネズミの道』（講談社） 1998年、のち文庫
- 『うさぎの聞き耳』（講談社） 2001年、のち文庫
- 『くるみ街道』（講談社） 2001年、のち文庫
- 『動くとき、動くもの』（講談社） 2002年、のち文庫
- 『幸田家のきもの』（講談社） 2011年
- 『風はこぶ』（講談社） 2012年
- 『幸田家のことば』（小学館） 2017年
- 『誰が袖わが袖』（淡交社） 2017年

## 翻訳
- 「リトル・ポーラ・ベア」（ハンス・デ・ビア、ノルドズッド・ジャパン）
  - 『わたしもいっしょに、つれていって』 2001年
  - 『ラルス、どこへゆくの?』 2001年
  - 『もどっておいで!』 2001年
  - 『かえりみちをさがそう』 2002年
  - 『ラルスとおくびょううさぎ』 2002年